# Спанос, Яннис
Яннис Спано́с (греч.  Γιάννης Σπανός, 26 июля 1934 года, Кьятон – 31 октября 2019 года, Кьятон) — греческий и французский (в начале карьеры) музыкант (пианист) и композитор.

## Детство и юношество
Родился в городе Кьятон, Коринфия 26 июля 1934 в семье Никоса и Кассандры Спанос(ов). 
С детства проявил интерес к музыке, следуя за старшей сестрой игравшей на пианино. Учился игре на пианино в музыкальной школе в Коринфе. Как вспоминал сам Спанос, он “часами боролся с Чайковским”, но осознал что не будет великим пианистом. “Я не был ребёнком чудом как Сгурос, который великолепно играл с возраста пяти лет”. 
После окончания лицея Спанос подрабатывал пианистом в школе танцев и изучал иностранные языки. 
Отец, будучи сам зубным врачом, хотел видеть своего сына юристом. 
Не пререкаясь с отцом, Яннис попросил совершить поездку в Германию, но в конечном итоге обосновался в Париже, приняв твёрдое решение посвятить себя музыке. 

## Париж – начало музыкальной карьеры
Обосновавшись в Париже, Спанос отказался от отцовской дотации, зарабатывая на жизнь работая в барах пианистом. 
Постепенно вошёл в кампании музыкантов и художников левого берега Сены. Подружился с земляком, режиссёром Костасом Гаврасом. 
Аккомпанируя известным французским певцам, Спанос осознал что может попробовать себя в качестве композитора. 
Первым известным певцом (и композитором) которому он аккомпанировал был Серж Генсбур, для которого он написал свои первые песни. 
Однако прорыв в его работе композитора состоялся после знакомства и работой с Жюльетт Греко, которая исполнила и записала 18 песен Спаноса. 
То что несколько его песен исполнила “секс символ” той эпохи Брижит Бардо, Спанос именует случайным эпизодом – они не были знакомы, но их общий друг отнёс несколько его песен кинозвезде. 
В греческой дискографии он отмечен с 1965 года, но греческой публике он был известен заочно. 
Спанос представился греческой публике ставшей широко известной песней “Любовь к лету” в 1971 году, и продолжил как композитор-песенник свой вклад в, так называемую, “Новую волну” греческой песни.
При всех вырисовывавшихся перспективах карьеры во Франции, ностальгия по Родине оказалась сильнее. 

## Возвращение в Грецию
Спанос вернулся в Грецию в 1975 году, через год после падения военной диктатуры. Греческая музыка переживала новый подъём, после прерванной диктатурой весны начала 60-х годов. 
Это был период музыкальной жизни, когда в первых рядах греческой музыки оставались Теодоракис и Хаздидакис которые кроме песен создавали большие музыкальные и музыкально-драматические произведения, Ксархакос, который обратился к жанру ребетика, на арену выступили с дюжину композиторов нового поколения, и, в то же время, несколько последиктаторских лет была заметной доля, так называемой, революционной песни. 
Спанос писал только лирические песни. Своего рода кредо Спаноса было его заявление, что “если мелодию трудно насвистывать, это плохая мелодия”. 
Оставаясь скромным человеком, Спанос “обнаружил” ряд новых голосов для греческой песни, таких как киприот Михалис Виоларис в его песне "Белые корабли" и, в то же время, сделал оркестровку для диска "Золото Земли" такого известного композитора, каким был Маноса Хадзидакис. 
Спанос писал песни на стихи таких поэтов-песенников как Лефтерис Пападопулос и Георгиос Папастефану, но и известных греческих поэтов, таких как Василис Ротас, Георгиос Визиинос, Миртиотисса, Никос Каввадиас, Милтос Сахтурис и др. 
Событиями в музыкальной жизни страны стали “встречи” Спаноса с македонянином композитором Георгосом Хадзинасиосом, чей песенный стиль и стиль игры на пианино был близок Спаносу, после чего были выпущены диски “Большая встреча”и “Музыкальный вызов – Спанос & Хадзинасиос” (1984).

## Личная жизнь
Ведя “ночной образ жизни”, Спанос сознательно принял решение не делить с (потенциальной) семьёй свою единственную любовь, каковой для него была музыка. 
Лишь в последние годы перед смертью, он увлёкся ботаникой, разбив у своего дома в Кьятон ботанический сад, где он рассадил более тысячи видов растений, сопровождая их табличками с их именами. 
Яннис Спанос умер в своём доме в Кьятон, 31 октября 2019 года и был найден своим другом на следующий день. Согласно медицинскому заключению, Спанос умер от тяжёлого инсульта пережитого во время сна. 
По словам друзей, у композитора перед смертью не было заметных проблем со здоровьем. Напротив, он собирался через несколько дней дать совместное представление со своим другом и коллегой, Георгием Хадзинасиосом. 

## Избранная дискография[8]
- 1965 – Яннис Спанос играет Спаноса
- 1965 – Миграции - Хомата, Кэти
- 1966 – Сула Бирбили поёт песни Янниса Спаноса и Нотиса Маврудиса
- 1967 – Первая антология - Новая волна (Греция)
- 1968 – Вторая антология – Новая волна
- 1968 – Яннис Спанос дирижирует Янниса Спаноса
- 1969 – Тени на песке – Кэти Хомата, Михалис Виоларис
- 1969 – В воскресение – Григорис Битико́цис, Статис Ко́котас, Вики Мосхолиу
- 1969 – Всё лето – Беба Бланш
- 1970 – Шесть дней - Арлета
- 1971 – В то лето – Афридити Мане (Первая премя Салоникского музыкального фестиваля)
- 1972 – Сладкая Ирма - Ламбети, Элли
- 1973 – Дни любви - Галани, Димитра, Стаматис Ко́котас, Вики Мосхолиу
- 1974 – Мормолис – Христос Леттонос, Яннис Фертис, Ксениа Калогеропулу, Таня Цанаклиду
- 1974 – Улица Аристотеля - Париос, Яннис, Алексиу, Харис, Яннис Каладзис
- 1975 – Третья антология - Арлета, Костас Каралис
- 1976 – Алека Канеллиду поёт Янниса Спаноса
- 1977 – Вики Мосхолиу поёт Янниса Спаноса
- 1978 – Помню ты меня любил - Галани, Димитра
- 1982 – В течениях времени – Манолис Мицяс
- 1982 – Друг – Таня Цанаклиду
- 1984 – Аварийный выход - Протопсалти, Алкистис
- 1985 – Песни дождя и ночи – Таня Цанаклиду
- 1985 – Бумажные сердца – Яннис Пуло́пулос
- 1988 – Лично – Элени Диму
- 1991 – Между двумя любимыми – Христина Маранго́зи
- 1992 – Таня Цанаклиду поёт Янниса Спаноса
- 1992 – Было бы у меня два сердца – Катерина Кука
- 1993 – Димитрис Митропанос поёт Янниса Спаноса
- 1996 – Значит слушай – Элени Диму

## Внешние ссылки
- ΜΟΝΟΓΡΑΜΜΑ :